# Jaroslav Svoboda (imunolog)
Jaroslav Svoboda (17. září 1952 Jindřichův Hradec) je český internista, klinický imunolog, vysokoškolský pedagog. Ve své vědecké praxi se systematicky zabývá poruchami imunity, AIDS a dalšími virovými onemocněními. V léčbě je stoupencem celostní medicíny.

## Život
Vystudoval lékařství na Fakultě všeobecného lékařství Karlovy Univerzity v Praze. V roce 1978 společně se svou učitelkou MUDr. Terezií Fučíkovou založil první československou imunologickou ambulanci. S ní také pracoval v Ústavu imunologie Všeobecné fakultní nemocnice v Praze, kde se již čtyři desetiletí zabývá výzkumem onemocnění AIDS. Za příkladný přístup a neúnavnou pomoc pacientům byl roku 2015 vyznamenán cenou WALD Press AWARD.
Roku 2000 založil v Praze první soukromou imunologickou kliniku v Česku, kterou vede dosud.
Je členem České onkologické společnosti České lékařské společnosti J. E. Purkyně.

## Publikace
- Imunologie v klinické praxi. I, HIV onemocnění a AIDS jako modely postižení imunitního systému. Praha 1996
- Chronický únavový syndrom. (Spoluautor Martin Nouza), Galén Praha 1998